# Noticiario Mensual, Museo Nacional de Historia Natural
Noticiario Mensual, Museo Nacional de Historia Natural (abreviado Not. Mens. Mus. Nac. Hist. Nat.) es una revista con ilustraciones y descripciones botánicas que es editada por el Museo Nacional de Historia Natural de Chile en Santiago de Chile desde el año 1956.